# (676) Melitta
(676) Melitta es un asteroide perteneciente al cinturón de asteroides descubierto el 16 de enero de 1909 por Philibert Jacques Melotte desde el Real Observatorio de Greenwich, Reino Unido.

## Designación y nombre
Melitta fue designado al principio como 1909 FN.
Posteriormente se nombró por Melisa, un personaje de la mitología griega. Al mismo tiempo es un juego de palabras con el nombre del descubridor.

## Características orbitales
Melitta está situado a una distancia media de 3,06 ua del Sol, pudiendo acercarse hasta 2,681 ua y alejarse hasta 3,44 ua. Su inclinación orbital es 12,86° y la excentricidad 0,124. Emplea 1956 días en completar una órbita alrededor del Sol.